# الحورة

شارع المعارض، الحورة

الحورة هي أحد الأجزاء المزدحمة في المنامة عاصمة البحرين.
إلى جانب المنطقة التجارية المركزية والعدلية والجفير تعتبر الحورة أحد مراكز الحياة الليلية في المنامة مع العديد من الحانات والفنادق والمطاعم والنوادي الليلية (الشرقية والغربية) كما أنها تحظى بشعبية كبيرة من الزوار العرب.
شارع المعارض هو الموقع الأبرز في الحورة. في المساء خصوصا خلال عطلة نهاية الأسبوع يصبح هذا الشارع مزدحم جداً بوجود الكثير من السياح والسكان المحليين والأجانب.
تحتوي المنطقة على عدة مناطق للجذب السياحي بما في ذلك أحد أهم المتاحف الإسلامية وهو بيت القرآن وأحد أهم المواقع الثقافية في البحرين مركز لافونتين للفنون المعاصرة.
وبصرف النظر عن الحانات والمطاعم فإن شارع المعارض يضم العديد من المنشآت التجارية مثل شركة عالم الكمبيوتر وشركة النشر والطباعة العربية والقصر العالمي والخليج لخدمات الكمبيوتر.
مجمع التأمينات الاجتماعية عبارة عن مجمع تسوق يقع أيضا في شارع المعارض. مسجد أبو بكر الصديق هو علامة فارقة في شارع المعارض ويقع بجوار مركز شرطة الحورة. ينتمي الكثير من الهندسة المعمارية في الحورة الأسلوب الخليجي التقليدي ويعود تاريخها إلى بداية القرن 20.